# Заливные луга и саванны

Расположение заливных лугов и саванн

Заливные луга и саванны являются наземным биомом биогеографической системы Всемирного Фонда дикой природы (WWF). Компоненты его экорегионов обычно расположены в субтропических и тропических широтах, которые затопляются сезонно или круглый год. 

## Характеристики
Заливные луга и саванны — это среда обитания растительных сообществ, экосистем, экозон и экорегионов, характеризующихся:
- влажностью до насыщенной почвы, в богатых питательными веществами почвах,
- расположением в умеренном и тропическом климате.

Они встречаются как луга, саванны и влажные земли.

### Примеры
Некоторые типы и примеры включают:
- Хвойное болото
- Низинные болота
- Заливной луг
- Пресноводный болотный лес
- Мангры
- Марши
- Торфяной болотный лес
- Кустарниковое болото
- Болотные луга